# لیبی بنس
لیبی بنس (انگلیسی: Libby Bance؛ زادهٔ ۲۳ ژوئیهٔ ۲۰۰۳) بازیکن فوتبال اهل انگلستان است که در پست هافبک برای تیم رنجرز در لیگ برتر زنان اسکاتلند به صورت قرضی از برایتون اند هاو آلبیون بازی می‌کند.
بنس در جوانی برای باشگاه محلی ساوت پارک بازی می‌کرد که مورد توجه باشگاه‌ها از جمله کریستال پالاس قرار گرفت.